# Diego de Ibarra
Diego de Ibarra y Marquiegui (Éibar, Guipúzcoa 1520 - Nueva España 1600) fue un conquistador español.

## Biografía
Diego de Ibarra nació alrededor del año 1520 en la localidad guipuzcoana de Éibar, en el País Vasco en el entonces reino de Castilla, actualmente España. Sus padres fueron Francisco Pérez de Ibarra y María Pérez de Marquiegui. Además de Diego, nacieron de este matrimonio Pedro Sáenz o Sánchez de Ibarra, quien permaneció en la península, Miguel de Ibarra, primogénito de la familia que pasó a la Nueva España y Martín Sáenz de Ibarra, quien fue clérigo e inquisidor de Calahorra; las hijas María, Ana y Domeja o Dominga también se quedaron en la península. Tiempo después, Diego de Ibarra llegaría a la Nueva España en 1540. 

### Vida en la Nueva España
Miguel de Ibarra había sido capitán de Nuño Beltran de Guzmán en la conquista de la Nueva Galicia, donde se encontraba como regidor de la villa de Guadalajara desde el año de 1533, ascendió a alcalde a fines de la misma década. A la llegada de Diego a México, su hermano ya se encontraba ocupado en la gran guerra de los chichimecas, a la cual hubo de acudir personalmente el virrey, quien llevó al recién llegado en sus huestes.
Diego de Ibarra, Cristóbal de  Oñate, Baltazar Tremiño de Bañuelos y Juan de Tolosa descubrieron las minas. El 8 de septiembre de 1546, Diego de Ibarra fundó Zacatecas, de la que fue alcalde mayor.
En 1556 casó con Ana de Velasco y Castilla, hija del virrey Luis de Velasco y Ruiz de Alarcón, matrimonio del que salieron dos hijos: Luis y Mariana de Ibarra y Velasco. Murió Luis en Durango hacia 1576. Mariana de Ibarra y Velasco nació en la villa de Pánuco, de la jurisdicción de Zacatecas; falleció seguramente en Madrid hacia 1629. Casó con su primo hermano, Francisco de Velasco (1566-1608), hijo primogénito de Luis de Velasco y Castilla, quien murió antes que su padre, por lo que no sucedió en el marquesado.
Diego financió y ayudó a su sobrino Francisco de Ibarra para que explorara las tierras del norte de Zacatecas, donde este funda la Nueva Vizcaya  de la que fue gobernador, pero murió en 1575 y Diego tomaría su lugar.
Diego de Ibarra murió el 24 de febrero de 1600 en el Convento de Santo Domingo, de la Ciudad de México en el entonces Reino de México, Reino de Nueva España. Esta enterrado en la Ciudad de México.